# Chutes de Hayes Creek
Pour les articles homonymes, voir Hayes.
 (octobre 2019).
Les chutes de Hayes Creek (en anglais : Hayes Creek Falls) sont des chutes d'eau du comté de Pitkin, dans le Colorado, aux États-Unis. Ces chutes formées par la Hayes Creek dans les monts Elk relèvent de la forêt nationale de White River.